# Арсита
Арсита (итал. Arsita) је насеље у Италији у округу Терамо, региону Абруцо.
Према процени из 2011. у насељу је живело 250 становника. Насеље се налази на надморској висини од 477 м.

## Становништво
Према резултатима пописа становништва 2011. у општини је живело 871 становника.
| 1931. | 1936. | 1951. | 1961. | 1971. | 1981. | 1991. | 2001. | 2011. |
| ----- | ----- | ----- | ----- | ----- | ----- | ----- | ----- | ----- |
| 2.123 | 2.380 | 2.318 | 1.979 | 1.596 | 1.284 | 1.061 | 969   | 871   |